# Toxandris
Els toxandris (llatí: Toxandri, Texuandri o Taxandri) foren un poble germànic de la Gàl·lia Belga esmentat per Plini el vell, qui diu en llatí: «A Scaldi incolunt extera toxandri pluribus nominibus. Deinde Menapii, Morini». D'això s'ha deduït que els toxandris vivien més enllà, al nord-est, de l'Escalda -Scaldi-, on vivien els escaldis, un poble que per a Plini formava el límit nord de la Gàl·lia Bèlgica.
Sense arguments definitius s'ha conjecturat que els toxandris van ocupar una part del territori dels menapis (el territori del futur Principat de Lieja). Però altres autors donen un significat diferent a les paraules de Plini basat en un altre passatge seu que, descrivint la costa d'Europa, diu: «Toto autem hoc mari ad Scaldim usque fluvium Germanicae accolunt gentes» i més endavant la paraula "introrsus" és oposada a "extera", de la qual cosa es podria deduir que Plini parla dels pobles de la costa i, per tant, caldria situar els toxandris entre Gant i Bruges.
El seu nom s'ha preservat en alguns noms de lloc actuals, entre ells Tessenderlo, a la província belga de Limburg, al límit amb la d'Anvers i el Brabant Flamenc.